# ジョージア＝ロシア国境
ジョージア＝ロシア国境（ジョージア＝ロシアこっきょう）は、ジョージア（グルジア）とロシアとの国境である。ジョージア側の認識による「法的な」国境線の長さは894キロメートルであり、西は黒海沿岸から、大コーカサス山脈に沿って伸びて東はアゼルバイジャンとの接点まで、従来のヨーロッパとアジアの境界にほぼ沿っている。
2008年にロシア等がジョージア国内の自治共和国であるアブハジアと南オセチアの独立を承認したため、ジョージア＝ロシア国境は事実上4つに分かれている。西から、アブハジア＝ロシア国境、アブハジアと南オセチアの間のジョージア＝ロシア国境、南オセチア＝ロシア国境、南オセチアとアゼルバイジャンの間のジョージア＝ロシア国境である。現在、国際社会のほとんどの国がこの2か国の独立を認めておらず、ジョージアに属しているものとみなしている。

## 歴史
19世紀の間、コーカサスの支配を巡って、衰退しつつあるオスマン帝国とペルシャ帝国、そして南下を意図するロシア帝国の間で争われていた。ロシアは、北オセチアとの条約や1784年のウラジカフカスの基地建設を経て、1801年に東ジョージアのカルトリ・カヘティ王国を、1804年に西ジョージアのイメレティ王国を正式に併合した。グルジア軍道の建設は、ゲオルギエフスク条約締結後の1799年に開始された。1800年代に入ると、ロシア帝国はペルシャ帝国やオスマン帝国の版図を削って国境線を南下させ続けた。
ジョージアの領土は、当初はグルジア県として組織され、その後、1840年から1846年にかけてグルジノ・イメレチア県に再編・統合され、最終的にはチフリス県とクタイス県に分割された。これらの領土の北側の境界線は、現代のジョージアとロシアの国境線とほぼ一致しており、コーカサス山脈に沿って設定された。アブハジアは、1810年に半自治州として設立され、ジョージアとの境界はガリズガ川に沿って設定された。1864年にアブハジアは「スフミ軍事管区」（1883年からはクタイス県内のスフミ管区）に改称され、それまでクタイス県の一部であり、一般的にジョージアの歴史的な土地と考えられていたイングール川の西にあるサムルザカノ地方が組み込まれた。一方、アブハジアの西の境界線はベゲプスタ川に設定され、それより西の土地は現在のクラスノダール地方のチェルモルスキー管区に属していた。その後数十年の間に、ジョージア人やロシア人の入植者の流入により、アブハジアの民族構成は変化していった。
1904年にはアブハジア西部の境界線が変更され、ブジブ川の西と北の地域がチェルモルスキー管区に併合されたが、これはオルデンブルク公アレクサンドルがロシア国内に建設した新しい高級保養地ガグラを含めるためであったようである。
1917年のロシア革命後、コーカサス南部の人々はロシア帝国から分離独立して、1918年にザカフカース民主連邦共和国(TDFR)の建国を宣言し、オスマン帝国との和平交渉を開始した。一方、スフミ管区は1917年11月9日、アブハジア人民評議会(APC)の下で半自治を宣言した。ジョージアの政治家アカーキ・チヘンケリの扇動により、1904年のアブハジア西部の境界変更が1917年12月に撤回され、ベゲプスタ川のかつての境界線が復活した。1918年初頭、APCはジョージアの指導者と会談し、アブハジアはサムルザカノ（ミングレル人が多数を占めるが）を含むスフミ管区を構成し、黒海沿岸に沿ってムジンタ川まで領土を伸ばすという最初の合意がなされた。1918年4月、ボリシェヴィキがアブハジアに侵攻したが、翌月には撃退された。
一方、TDFRの内部不一致により、1918年5月にTDFRからジョージアが脱退し、その後すぐにアルメニアとアゼルバイジャンも脱退した。ジョージアとアブハジアの政府関係者は協定を結ぶために会合を開いた。ジョージアは、アブハジアをジョージアの自治区とすることを提案したが、アブハジア側は、ジョージアがこの地域を「ジョージア化」して完全に併合しようとしているのではないかと恐れていた。
1919年初頭にジョージア軍とロシア義勇軍の間で行われた国境線を定めるための話し合いは、困難を極めた（ソチ紛争）。一部のジョージア人は当初、北西部の国境はマコプセ川まで伸びていると主張していた。この地域で活動していたイギリス軍（ダンスター軍）は、ムジムタ川に沿った国境を提案した。1919年半ばには、メクハドリー川が事実上の国境線となる膠着状態となった。ロシア・ソビエト連邦社会主義共和国は、1920年5月のモスクワ条約によってジョージアの独立を承認した。ジョージアは、旧チフリス県・旧クタイス県・旧バトゥミ県に加え、スフミ管区、ザカタル管区で構成されることが合意された。条約の第3.1条には、「ロシアとジョージアの間の国境は、黒海からプソウ川に沿ってアカヘハ山に至り、アカヘハ山とアガペト山を越え、旧チェルモルスキー管区、クタイス県、チフリス県の北辺に沿ってザカタルスクに至り、その東側の境界に沿ってアルメニアの国境まで続く」と記されていた。第3.4条では、より正確な線引きはいずれ行われるとしている。
その間も、アブハジアとグルジアの政府関係者の間で交渉が続いていたが、1921年にロシア赤軍がジョージアに侵攻したことによって、その交渉は無意味になった。アブハジアはアブハジア社会主義ソビエト共和国となったが、「合同特別条約」に基づいてグルジア・ソビエト社会主義共和国と連合することが条件となった。ロシア・ソビエトは当初、ベゲプスタ川に沿った1864年の国境を復活させたが、1929年にこれを撤回し、プソウ川の国境を復活させた。ジョージアはその後、アルメニア、アゼルバイジャンと共にソビエト連邦のザカフカース社会主義連邦ソビエト共和国に編入された。ジョージアは1936年に再編成され、アブハジアを（格下げされた）アブハズ自治ソビエト社会主義共和国として組み込んだ。

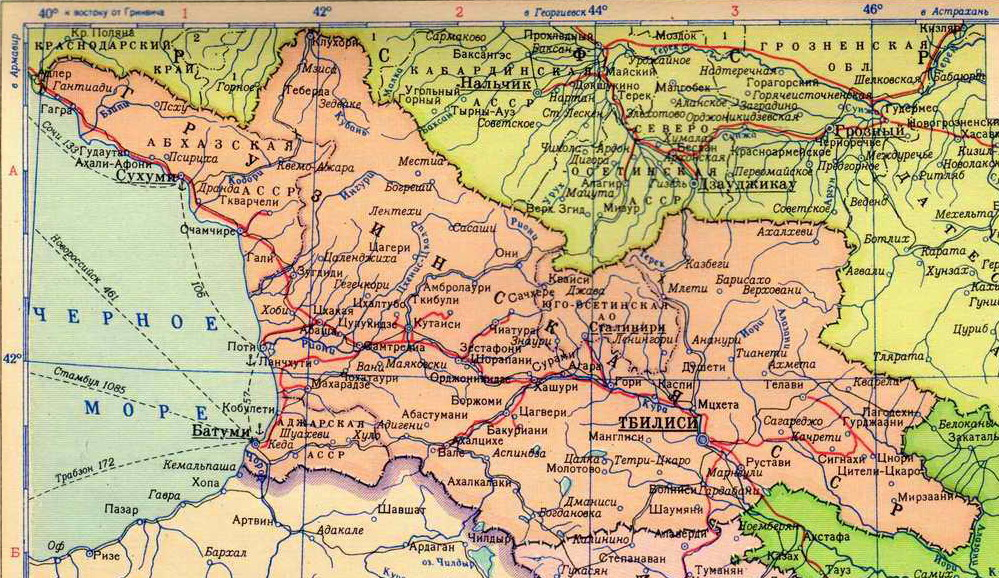
1954年のジョージアの地図。スターリンによる変更後の国境線が描かれている。

ナチスに協力したとされた民族がヨシフ・スターリンにより強制移送された後、1944年にジョージアとロシアの国境はジョージアに有利に変更され、ジョージアは西のカラチャイ・チェルケスからクルコリ（カラチャエフスク、チェベルダ、エルブルス山）を、東のチェチェン・イングーシASSRからアカルヘヴィ（イトゥム＝カレとその周辺の土地）を獲得した。スターリンの死後、1955年から1957年にかけてこれらの変更は取り消され、1944年以前の国境に戻された。
1991年にソ連が崩壊し、ソ連を構成していた各共和国が独立した。その直後から、ジョージアとアブハジア、南オセチアの両自治共和国との間で紛争（アブハジア紛争、南オセチア紛争）が発生し、両自治共和国は事実上独立した。ジョージアとロシアは1993年に国境線の画定に着手した。2008年にジョージアが南オセチアの支配権を回復しようとしてロシアと戦争になり、その後ロシアが南オセチアとアブハジアの独立を承認した。その結果、ジョージアとロシアの間の国境協議は終了したが、アブハジアとロシアの当局は、その両国間の国境画定の作業を続けている。ロシア、アブハジア、南オセチア側の視点から見ると、ジョージア＝ロシア国境は、694キロメートルから365キロメートルに大幅に短くなり、アブハジアと南オセチアの間の西側と、南オセチアとアゼルバイジャンの間の東側の2つの部分に分かれている。ジョージア側の視点からすると、独立したと自称する両共和国はジョージアの領土を違法に占領している状態であり、ソ連崩壊後もロシアとジョージアの国境は一本につながったまま変わっていない。
2011年、ロシアとアブハジアが国境線を画定する際に、アイブガの村を巡って対立が生じた。ロシアはアイブガを自国のクラスノダール地方に併合することを提案したが、アブハジア政府はこれに反対した。ジョージアは、アイブガは自国領土であるとして、ロシアへの譲渡に反対している。

## 国境通過点
ジョージアが実効支配している地域とロシアとの間の唯一の国境通過点は、ジョージアのステパンツミンダ（旧カズベギ）とロシア・北オセチアのウラジカフカスとを結ぶグルジア軍道である。
アブハジアとロシアとの間の国境通過点は、黒海沿いのプソウ/アドラーで、E97号線が通っている。南オセチアとロシア（北オセチア）との間の国境通過点はニジニ・ゼルマグ/ゼモ・ロカで、ロキトンネルが通っている。